# ぴのっきを
ぴのっきを（Pinocchio）は、吉本興業に所属していたお笑いコンビ。1988年6月結成、2000年解散。
1995年からは「ぴのっきお」、2000年の春からは「きょーちゃん蛸ちゃん」名義で活動していた。

## メンバー
蛸島屋 鶴千代（たこしまや つるちよ、本名：新井正浩（あらい まさひろ）、1966年1月21日 - ）
ツッコミ担当。通称タコ、またはタコ兄。実家の家業を継ぐため、現在は芸人を廃業。京都府立乙訓高等学校卒業。
清水 共一（しみず きょういち、1965年3月6日 - 2006年11月4日）
ボケ担当。解散後は「清水キョウイチ郎」の名で、吉本新喜劇の劇団員としても活躍。2006年に肺血栓のため逝去。奈良芸術短期大学インテリア学科卒業。

## 芸歴
1988年にコンビ結成。同期には、トゥナイトやベイブルース、雨上がり決死隊などがいた。師匠は「チャンバラトリオ」の山根伸介で、清水個人の師匠はいかりや長介とされているが、詳細は定かではない（後述）。
コンビ結成のきっかけは、新井が清水の様子を見て「この人は凄い」と思い、「自分とコンビを組んでほしい」と言ったためである。しかし、清水はわざと閉じられていた舞台の幕を開けて、舞台に出て行き笑いをとっているだけだった。
デビューをしてからは、確実に実力を付けて行き、関西圏ではレギュラー番組を獲得し、1999年には映画『ナビィの恋』にも出演。しかし、関東圏や全国区での人気はあまり高くなく、雨上がり決死隊のように一世を風靡するまでには到らなかった。
2000年に入り、新井が実家の家業を継ぐため、染物職人に転向。コンビは解散となり、清水はピン芸人としての活動を余儀なくされる。しかし、実際の解散の理由は、ドジすぎる清水に新井が愛想を尽かせたためとも言われている。
解散後、清水は名前を3度改名。吉本新喜劇の劇団員、ローカルタレントとして活動を始めたが、アドリブがきかなかったため、脇役を演じることが多かった。また、テレビなどメディアへの露出も、コンビ時代ほど見られなくなった。精神的にも、新井の引退、離婚と言う度重なる不幸も相まって、自殺未遂にまで追い込まれていた。
2006年11月4日、清水は大阪市内の自宅で逝去。41歳没。彼の通夜・葬儀に新井が参列したかは不明である。
新井が一般人になり、清水が逝去したため、このコンビが復活することは永遠になく、コンビでの映像が流れる可能性も低いが、漫才をしていた当時の映像が、2011年に発売されたオールザッツ漫才のDVDなどに収録されている。逆に、清水個人の映像については、複数存在している。

## エピソード
- 若手お笑い芸人を自分たちの番組で起用することがよくあった。飛石連休・藤井（当時はダンスライオン）もその中の1人。
- また、藤井が嘗てのコンビを解散するときも残念がったものの、応援してくれたらしい。これはブログに藤井本人が書いている。
- ネタ合わせは大阪・難波の喫茶店で行っていた。マスターはサンドイッチやコーヒーをおまけしてくれるなど、彼らの活動を心から応援してくれていたらしい。現在、その喫茶店は残っていない。その喫茶店のサンドイッチをもう一度食べたいと言っていたが、それは叶わなかった。
- 新井の芸名は「タコ（蛸島屋）」だったが、彼らのイベント名は「馬面の人たち」と言う意味の言葉だった。命名は清水。
- チャンバラトリオの弟子ということで、2人はイベントなどで使用するハリセンを作ることがあった。新井は非常に上手く作っていたようだが、清水は痛い上に音が悪いと仲間から散々に言われていた。なお、あのハリセンは叩いても痛みを感じないように作っている。
- 受けようが滑ろうが一切顔色を変えない清水に、新井が困った顔を露骨にすることもあったと言う。清水は舞台では無表情であることが多かった。
- 一部ネタは、コンビ解散後も清水が使用していた。
  - 清水、新井個人のエピソードは、個人の項を参考のこと。

## 芸風
主に漫才を中心に活動していたが、コントもまれに披露することがあった。十八番はコメディタッチの漫才。
- 歌ネタ

清水「ドラえもん～↑」、新井「もっと下げな」、清水「ドラえもん～↓」、新井「下げすぎや!」など
- 勘違いネタ

清水「レツゴー三万匹」（レツゴー三匹のパロディー）、新井「多すぎるやろ!」など
- うそつきを探せ（素人芸人のパロディー?）

2人とも歌いながら登場。清水は生徒役で学ラン、新井は委員役でジャージを着ている。
新井「この中に一人＊＊なやつがいる、お前か。違います。お前か。違います…（暫く一人で回答）お前か」、清水「（＊＊に合わせた解答をする／大阪弁を使う奴なら、大阪弁で数を数える）」、新井「お前や!」
新井「この中に一人しょうもない委員がいる。…俺や!」と、自分でボケて、突っ込むパターンも存在する。
歌ネタのときは歌詞をわざと間違えたり、音を外したりしていた。歌ネタを使用しない漫才の時も、グループ名を間違えたりしていたようだ（上述の例）。清水がグループ名や歌詞をわざと間違えて、新井が突っ込むパターンが多かった。

## 他の芸人とのコラボレーション
- ごらくみん（ぴのっきを、メッセンジャー、杉岡みどりによる5人組ユニット）
- レッツゴー三万匹（ぴのっきを清水、中川家礼二、メッセンジャー黒田による3人組ユニット）

## イベント・メディア出演

### テレビ番組
- 屋台の目ぇ - 1994年4月より屋台中継を担当
- 笑いの剣
- すんげー!Best10
- おとなのえほん
- オールザッツ漫才（1999年頃まで出演）
- お笑い青田ガリッ!
- 爆笑オンエアバトル 戦績1勝2敗 最高449KB
  - なお、元号が昭和時代の際に結成されたコンビとしては歴代で唯一のオンエア達成コンビである。

### 映画
- ナビィの恋（1999年公開、中江裕司監督） - 牛祭りの司会者役

## 受賞歴
- 1991年 第21回NHK上方漫才コンテスト 優秀賞
- 1991年 第12回ABCお笑い新人グランプリ 審査員特別賞
- 1991年 第21回上方漫才大賞 新人奨励賞

賞レース戦績
- 1989年 第4回NHK新人演芸コンクール 演芸部門 新人賞
- 1990年 第5回NHK新人演芸コンクール 演芸部門 新人賞
- 1991年 第6回NHK新人演芸大賞 演芸部門 新人賞
- 1990年 第11回ABCお笑い新人グランプリ 新人賞
- 1990年 第20回NHK上方漫才コンテスト 新人賞
- 1990年 第11回今宮子供えびすマンザイ新人コンクール  本選大会出場

## その他
- コンビ名を「ピノッキ（ヲ）オ」と間違う人も多いが、正しくは「ぴのっき（を）お」である。「きょーちゃん蛸ちゃん」時代は「共ちゃん蛸ちゃん」などと間違われることもあった。
- 新井、清水両名の師匠はチャンバラトリオの山根伸介、清水個人の師匠はいかりや長介と言われているが、後者については確証がないと彼の死後に芸人仲間が告白した。前者は事実であるとされ、オール阪神・巨人のオール巨人がブログにて告白。しかし山根本人は、新井は弟子と認めていたが、清水については認めていなかったなどの説もあり、清水の師匠についての詳細は定かではない。
- 「吉本興業は、爆笑オンエアバトルで彼らを全面的に売り出すつもりだった」とメッセンジャーが追悼番組で告白。実際に2回目の挑戦でオンエアを獲得するなど実力を発揮したが、オンエア率は1/3であった。